# Eleccions legislatives luxemburgueses de 2018
El 14 d'octubre de 2018 es van celebrar eleccions legislatives a Luxemburg, on es van renovar els 60 escons de la Cambra de Diputats.
El gabinet en funcions de Bettel-Schneider estava format per una coalició del Partit Democràtic (PD), el Partit Socialista dels Treballadors (LSAP) i Els Verds. El major partit del Parlament, el Partit Socialcristiano Popular (CSV), estava en l'oposició. Aquestes eleccions van permetre mantenir la coalició amb petits canvis en la composició del Govern.

## Resultats
| Partit                          | Partit                              | Vots    | %     | Escons  | +/– |
| ------------------------------- | ----------------------------------- | ------- | ----- | ------- | --- |
|                                 | Partit Popular Social Cristià       | 999,381 | 28.31 | 21 / 60 | 2   |
|                                 | Partit Socialista dels Treballadors | 621,332 | 17.60 | 10 / 60 | 3   |
|                                 | Partit Democràtic                   | 597,080 | 16.91 | 12 / 60 | 1   |
|                                 | Els Verds                           | 533,893 | 15.12 | 9 / 60  | 3   |
|                                 | Alternativa Democràtica             | 292,388 | 8.28  | 4 / 60  | 1   |
|                                 | Partit Pirata                       | 227,549 | 6.45  | 2 / 60  | 2   |
|                                 | L'Esquerra                          | 193,594 | 5.48  | 2 / 60  | =   |
|                                 | Partit Comunista                    | 44,916  | 1.27  | 0       | 0   |
|                                 | Democràcia                          | 10,320  | 0.29  | 0       | Nou |
|                                 | Els Conservadors                    | 9,516   | 0.27  | 0       | Nou |
| Vots vàlids                     | Vots vàlids                         | 216,177 | 92.77 | –       | –   |
| Vots invàlids / en blanc        | Vots invàlids / en blanc            | 16,837  | 7.23  | –       | –   |
| Total                           | Total                               | 233,014 | 100   | 60      | –   |
| Votants registrats/participació | Votants registrats/participació     | 259,887 | 89.66 | –       | –   |
| Font: Govern de Luxemburg       |                                     |         |       |         |     |